# Andrew Lincoln
Andrew Lincoln, ursprungligen Andrew James Clutterbuck, född 14 september 1973 i London, Storbritannien, är en brittisk skådespelare. Han har medverkat som "Egg" i BBC-dramat Livet kan börja, som Mark i filmen Love Actually och som Rick Grimes i AMC-TV-serien The Walking Dead.

## Uppväxt
Lincoln föddes i London 1973. Han växte upp i staden Kingston upon Hull och flyttade sedan till Bath vid tio års ålder. Efter att ha lämnat Beechen-Cliff School började han studera vidare vid Royal Academy of Dramatic Art, (RADA), där han bytte efternamn till Lincoln. Hans äldre bror, Richard Clutterbuck, är rektor på Bristol Free School.

## Karriär
Lincoln gjorde sitt första framträdande framför kameran i "Births and Deaths", ett avsnitt (1994) i Channel 4:s komediserie Drop the Dead Donkey. Hans första stora roll var Edgar "Egg" Cook, en av huvudpersonerna i det mycket framgångsrika BBC-dramat This Life. Han fortsatte i filmbranschen genom att spela lärarkandidaten Simon Casey i Channel 4:s komediserie Teachers och hade en ledande roll som universitetslektorn och psykologen Robert Bridge i Afterlife. Lincoln medverkade i flera filmer, bland annat Human Traffic och Love Actually, och regisserade två avsnitt i den tredje delen av serien Teachers.
2009 syntes han i scenuppsättningen av Parlour Song. Han medverkade även i Sky One-serien Strike Back med Richard Armitage och spelade mot Vanessa Paradis i Pascal Chaumeils Heartbreaker. I april 2010 började Lincoln spela rollen som Rick Grimes, där han får tala sydstatsengelska. I maj 2018, rapporterades det att den nionde säsongen av The Walking Dead skulle bli sista säsongen för Lincoln.

## Privatliv
Den 10 juni 2006 gifte han sig med Gael Anderson, som är dotter till Ian Anderson, sångare i rockgruppen Jethro Tull. De har två barn.

## Filmografi

### Television
| År        | Titel                         | Roll                               | Anm.                             |
| --------- | ----------------------------- | ---------------------------------- | -------------------------------- |
| 1990      | Drop the Dead Donkey          | Terry                              | Avsnitt: "Births and Deaths"     |
| 1994      | N7                            | Andy                               | Spin-off av The Nick Revell Show |
| 1996      | Over Here                     | Caddy                              |                                  |
| 1996      | Doktor Bramwell               | Martin Fredericks                  | Avsnitt 2.3                      |
| 1996–1997 | Livet kan börja               | Edgar "Egg" Cook                   | 32 avsnitt                       |
| 1997      | Den vitklädda kvinnan         | Walter Hartright                   |                                  |
| 1999      | Mersey Blues                  | Berättare                          |                                  |
| 2000      | Bomber                        | Captain Willy Byrne                |                                  |
| 2000      | A Likeness in Stone           | Richard Kirschman                  |                                  |
| 2001–2003 | Teachers                      | Simon Casey                        | 20 avsnitt                       |
| 2003      | Trevor's World of Sport       | Mark Boden                         | Avsnitt 1.1                      |
| 2003      | State of Mind                 | Julian Latimer                     |                                  |
| 2003      | The Canterbury Tales          | Alan King                          | Avsnitt: "The Man of Law's Tale" |
| 2004      | Holby City                    | Pojkvän till patient med hepatit C | Avsnitt: "Letting Go"            |
| 2004      | Whose Baby?                   | Barry Flint                        |                                  |
| 2004      | Lie with Me                   | DI Will Tomlinson                  |                                  |
| 2005–2006 | Afterlife                     | Robert Bridge                      | 14 avsnitt                       |
| 2007      | Livet kan börja + 10          | Edgar "Egg" Cook                   |                                  |
| 2009      | The Things I Haven't Told You | DC Rae                             |                                  |
| 2009      | Svindlande höjder             | Edgar Linton                       |                                  |
| 2009      | Moon Shot                     | Michael Collins                    |                                  |
| 2010      | Strike Back                   | Hugh Collinson                     |                                  |
| 2010–2018 | The Walking Dead              | Rick Grimes                        | 103 avsnitt                      |

### Film
| År   | Titel                     | Roll               | Anm.     |
| ---- | ------------------------- | ------------------ | -------- |
| 1995 | Boston Kickout            | Ted                |          |
| 1998 | Understanding Jane        | Party stonehead 1  |          |
| 1999 | A Man's Best Friend       | Man                | Kortfilm |
| 1999 | Human Traffic             | Felix              |          |
| 2000 | Gangster No. 1            | Maxie King         |          |
| 2000 | Offending Angels          | Sam                |          |
| 2003 | Love Actually             | Mark               |          |
| 2004 | Kärlekens raseri          | TV-producent       |          |
| 2006 | These Foolish Things      | Christopher Lovell |          |
| 2006 | Hey Good Looking!         | Paul               |          |
| 2006 | Scenes of a Sexual Nature | Jamie              |          |
| 2010 | Heartbreaker              | Jonathan           |          |
| 2010 | Flickorna i Dagenham      | Mr. Clarke         |          |